# Дэльвин, Павел Илларионович
Павел Илларионович Дэльвин (22 января 1902, с. Ивановское, Больше-Кибьинская волость, Елабужский уезд, Вятская губерния, Российская империя — 21 сентября 1973, Казань, Татарская АССР, РСФСР, СССР) — советский государственный и партийный деятель. Первый секретарь Актюбинского областного комитета КП Казахстана (1955—1958).

## Биография
Родился 22 января 1902 в селе Ивановское Больше-Кибьинской волости Елабужского уезда Вятской губернии Российской империи.

### Образование
В 1924 году окончил механико-техническое училище, а в 1930 году — Казанский энергетический институт. 

### Трудовая деятельность
В 1926 году вступил в ВКП(б), с 1930 года — инженер и начальник теплоэлектроцентрали, позже главный инженер завода им. Ленина в Казани.
С января 1941 по сентябрь 1942 — первый секретарь Кировского районного комитета ВКП(б) в Казани, с сентября 1942 по декабрь 1946 — первый секретарь городского комитета ВКП(б) в Зеленодольске, с декабря 1946 по 1949 гг. —  секретарь Татарского областного комитета ВКП(б) по вопросам кадров, в 1948 окончил Высшую Партийную Школу при ЦК ВКП(б).
С 1949 года по май 1952 —  секретарь Татарского областного комитета ВКП(б), с мая 1952 по апрель 1953 — первый секретарь Чистопольского областного комитета ВКП(б)/КПСС, в 1953—1954 гг. — начальник отдела Татарского областного комитета КПСС.
С 1954 по апрель 1955 года — второй секретарь, а с апреля 1955 года по декабрь 1958 гг. — первый секретарь Актюбинского областного комитета КПСС.
В 1958—1972 годах — старший преподаватель кафедры истории КПСС Казанского заочного института советской торговли, затем — на пенсии.

## Семья
Супруга — Елена Михайловна, урождённая Шмелькова.
Сын — Юрий Павлович Дэльвин (26.01.1930 — 21.12.2017) — ведущий конструктор «Лунохода-1», лауреат Государственной премии СССР.

## Награды
Награждён орденом Ленина и орденом Трудового Красного Знамени.